# NGC 4335
NGC 4335 је елиптична галаксија у сазвежђу Велики медвед која се налази на NGC листи објеката дубоког неба.
Деклинација објекта је + 58° 26' 40" а ректасцензија 12h 23m 1,9s. Привидна величина (магнитуда) објекта NGC 4335 износи 12,4 а фотографска магнитуда 13,4. NGC 4335 је још познат и под ознакама UGC 7455, MCG 10-18-35, CGCG 293-15, PGC 40169.